# Кургаш
Курга́ш (рос. Кургаш, башк. Ҡурғаш) — присілок у складі Архангельського району Башкортостану, Росія. Входить до складу Бакалдінської сільської ради.
Населення — 113 осіб (2010; 127 в 2002).
Національний склад:
- башкири — 73 %